# Westerschelde
De Westerschelde (Zeeuws: D'Onte) (verouderd: Honte) is een estuarium in de Nederlandse provincie Zeeland, gelegen tussen Walcheren en Zuid-Beveland aan de noordzijde en Zeeuws-Vlaanderen aan de zuidzijde. In tegenstelling tot de Oosterschelde, de Grevelingen en het Haringvliet is het niet afgesloten in het kader van de Deltawerken. De reden hiervoor is dat zo de haven van Antwerpen ongehinderd bereikbaar blijft vanuit de Noordzee.
De Westerschelde is de monding van de Schelde. In de regel noemt men het gedeelte vanaf de Belgisch-Nederlandse grens tot aan de Noordzee de Westerschelde, vanaf de Belgisch-Nederlandse grens via Antwerpen tot aan Gent is de naam Zeeschelde. Het westelijkste deel van de Westerschelde heeft twee hoofdvaarwaters naar de Noordzee. De Wielingen is het ruimst en wordt gebruikt door de scheepvaart naar de Zuidelijke Noordzee. De scheepvaart naar het noorden maakt gebruik van het Oostgat, een betrekkelijk smal vaarwater langs de zuidwestelijke kust van Walcheren. Het diepste punt van de Westerschelde ligt nabij Borssele, waar de zeearm een diepte bereikt van 67 meter onder NAP. Dit is tevens het diepste punt van het Nederlands continentaal plat.
De Schelde is in het verleden in ernstige mate verontreinigd geraakt. In grote delen van de rivier was of is weinig leven mogelijk. Onder andere door de invoer van rioolwaterzuiveringsinstallaties is de toevoer van nieuw biologisch materiaal verminderd. Hierdoor kan het bezonken slib oxideren. Het schoner worden van de Schelde en daarmee ook van de Westerschelde is een project van de lange adem.

## Geschiedenis

### Honte
De Westerschelde is een relatief jong estuarium. De oorspronkelijke Scheldeloop en -monding gebeurde eerst via de Vlaamse vallei ten noordwesten van Gent, later via het Kreekrak en de Oosterschelde naar de Noordzee. Aan de kant van de Noordzee lag in de vroege middeleeuwen slechts een kleinere zeearm of inham, die als Sincfal in de historische bronnen vermeld staat. Verder oostwaarts, ter hoogte van het huidige Perkpolder, lag een veenriviertje, de Honte genaamd, dat oostwaarts naar de Schelde stroomde. Door stormvloeden in de vroege 12e eeuw zijn deze zeearm en veenrivier met elkaar in verbinding geraakt. In de eeuwen daarop is deze verbinding steeds breder geworden, waarbij talloze overstromingen optraden. Zo ontstond de Westerschelde als estuarium tussen Schelde en Noordzee. Ook nadat de Schelde contact met de Westerschelde had gemaakt duurde het nog vele eeuwen voordat deze geschikt was voor scheepvaartverkeer naar Antwerpen. Pas tegen het einde van de 15e eeuw werd Antwerpen via de Westerschelde bereikt. Dit werd nu ook de hoofdafvoer van de Schelde. De monding werd aanzienlijk verbreed door het verdwijnen van de eilandjes Wulpen en Koezand bij de Allerheiligenvloed van 1570.

### Westerschelde
Na de Val van Antwerpen in 1585 werd de Westerschelde door de Noordelijke Nederlanden voor doorgaande zeescheepvaart van en naar Antwerpen 'gesloten'. Deze 'sluiting' duurde tot 1792. In 1809 vond er een Britse inval in Zeeland plaats: de Walcherenexpeditie. Het doel van de Britse expeditie was om het Franse eskader in Vlissingen te veroveren. Daarnaast waren de Britten van plan om Antwerpen in te nemen. Sinds de Belgische Opstand van 1830 liep de toegang tot de Antwerpse haven weer via, vanuit Belgisch perspectief gezien, buitenlands grondgebied. In het Verdrag van Londen van 1839, waarin Nederland de Belgische onafhankelijkheid erkende, werd daarom in artikel IX vastgelegd dat Nederland de vrije doorvaart diende te garanderen tussen de Noordzee en de haven van Antwerpen over de Westerschelde. Tussen Nederland en België bestaan sindsdien wrijvingen over de kosten (en sinds de jaren zeventig ook over milieuaspecten) van het verdiepen en verbreden van de toegang tot de Antwerpse haven.
In oktober en november 1944, aan het einde van de Tweede Wereldoorlog, was de Westerschelde het toneel van zware gevechten. De stad Antwerpen was in september 1944 door Britse troepen bevrijd en vrijwel onbeschadigd in handen van de geallieerden gevallen. De Westerschelde en daarmee de toegang tot de haven was echter nog in handen van Duitse troepen. Na de strijd kwam op 28 november 1944 het eerste geallieerde scheepvaartkonvooi in Antwerpen aan.
Sinds 2003 is de Westerscheldetunnel geopend. Voor die tijd waren er twee autoveerdiensten tussen Kruiningen en Perkpolder en tussen Vlissingen en Breskens. De autoveerdienst tussen Terneuzen en Hoedekenskerke was al in 1972 opgeheven.

## Verkeer
De oevers worden voor autoverkeer, waaronder ook openbaar vervoer met een bus die ook fietsen meeneemt, verbonden door de Westerscheldetunnel. Verder is er een voet- en fietsveerdienst tussen Vlissingen en Breskens. Dit werd van 2003 tot 2014 verzorgd door Veolia Transport Fast Ferries. Toen een openbare aanbesteding van de lijn in 2014 geen bieders opleverde, nam de Provincie Zeeland de verbinding zelf over en liet die uitvoeren door een nieuwe dochteronderneming Westerschelde Ferry BV.
Door de getijdenstroming, de zandbanken en het bochtige, meer dan tachtig kilometer lange traject tot de haven van Antwerpen, vormt de Westerschelde een hindernis voor de scheepvaart. Daarom hebben Nederland en Vlaanderen in 2005 een verdrag over de uitdieping van de Westerschelde gesloten, dat op 18 december 2007 door de Tweede Kamer is goedgekeurd. Hierdoor kunnen na de verdieping grotere schepen Antwerpen bereiken.

## Natuur

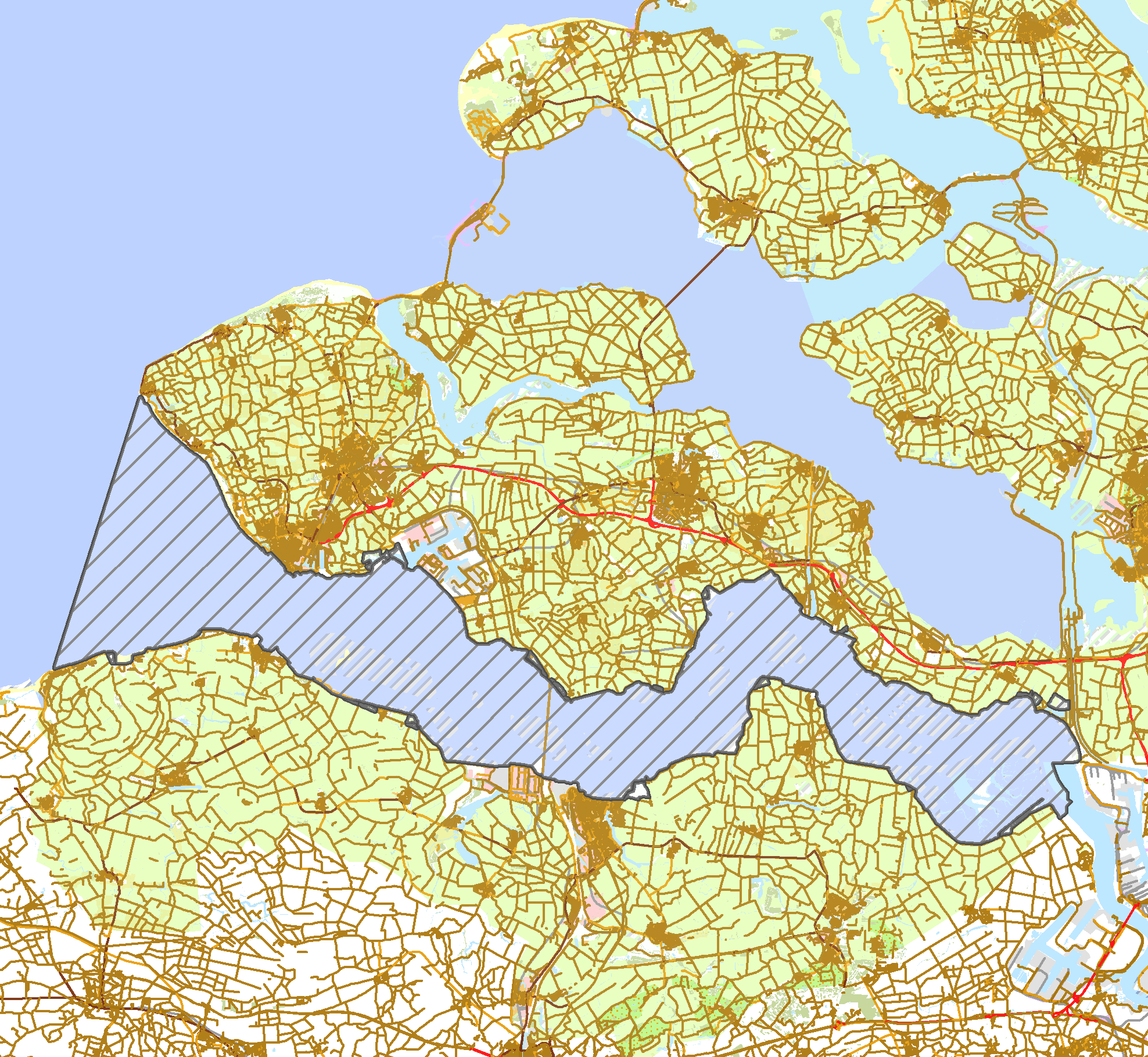
Natura2000-gebied met Westerschelde & Saeftinghe gearceerd weergegeven

De natuur in het Schelde-estuarium wordt beschermd onder de Europese Natura2000-wetgeving. Het hele gebied is hiervoor aangewezen vanwege onder andere het voorkomen van zeldzame habitats, grote aantallen vogels, de aanwezigheid van zeezoogdieren, en trek-, kraam- en opgroeigebied voor vissen. In de Westerschelde zijn onder andere slikken, schorren, zandplaten en duinen te vinden. In het estuarium zijn verschillende gebieden aangewezen als natuurreservaat, waaronder het Verdronken Land van Saeftinghe, de Schor van Waarde, de Paulinaschor, de Verdronken Zwarte Polder en de Hooge Platen.

### Vogels

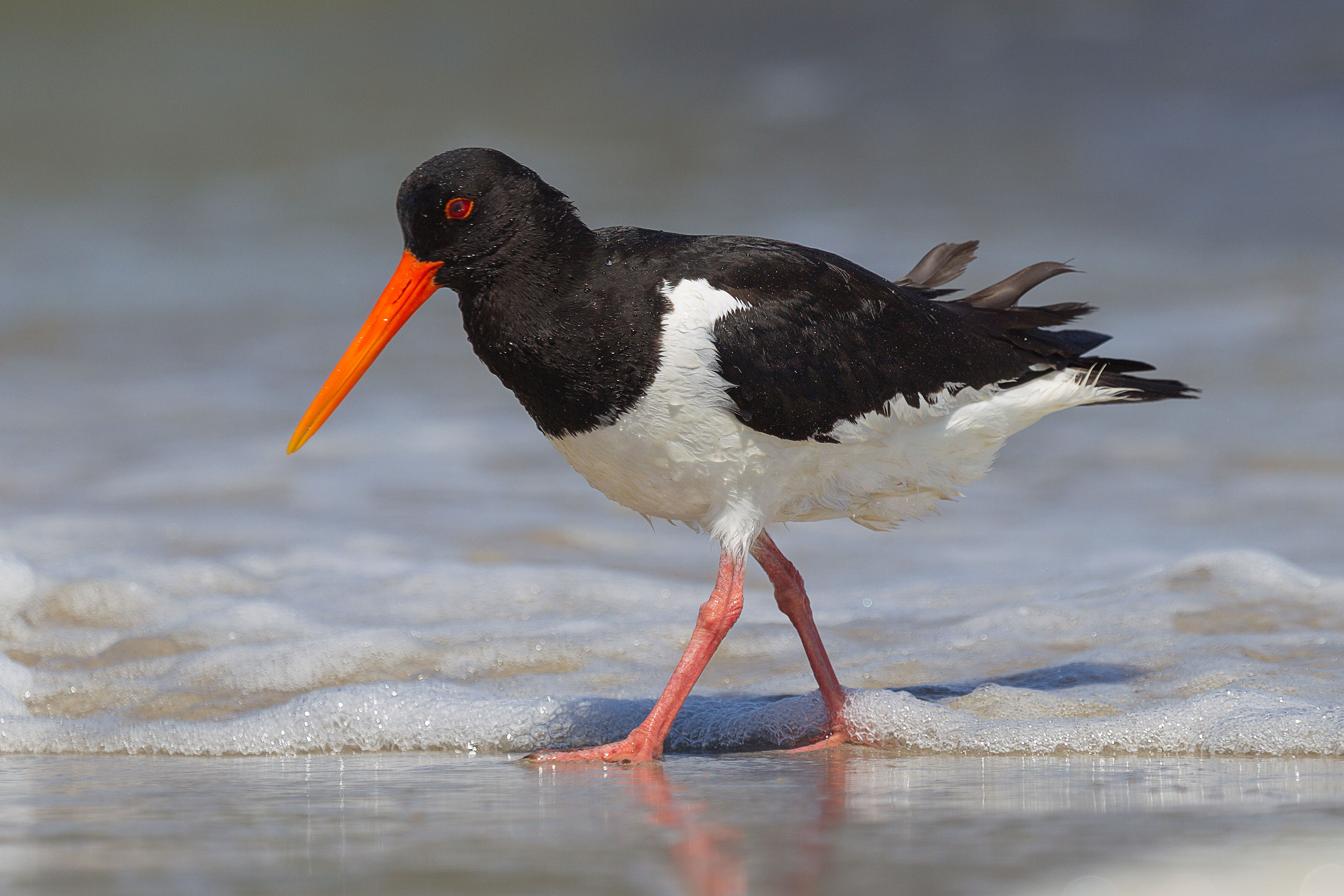
Scholeksters zijn talrijk langs de Westerschelde

De Westerschelde (met zijn slikken en schorren) heeft de Natura2000 status vooral gekregen vanwege zijn internationale waarde voor vogels. Zo vormen de buitendijkse zandige open delen van het estuarium een belangrijk broedgebied voor soorten als kluut, tureluur, grote stern, dwergstern, bontbekplevier, strandplevier en visdief. In dichter begroeide delen broeden de blauwborst en de bruine kiekendief. Wellicht nog belangrijker dan de broedfunctie is de functie als pleisterplaats voor trekvogels en overwinteraars. Soorten die van deze functies gebruikmaken zijn onder meer bergeend, scholekster, zilverplevier, bonte strandloper, rosse grutto, wulp, tureluur, drieteenstrandloper, kleine zilverreiger, lepelaar, grauwe gans, smient, wintertaling en pijlstaart.

### Zeezoogdieren

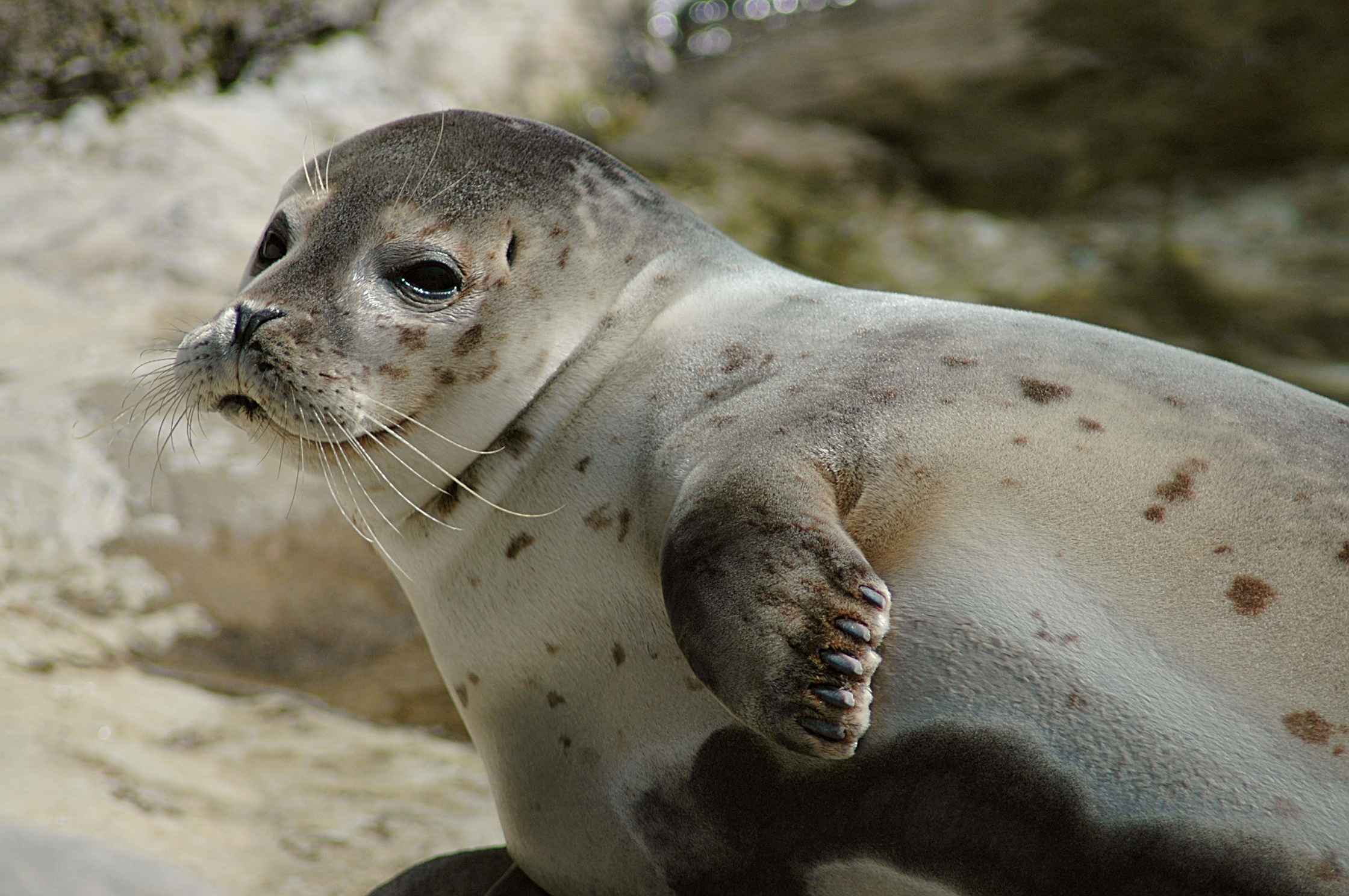
Gewone zeehond

In het jaar 1900 leefden er nog meer dan 1000 gewone zeehonden in de Westerschelde. In de jaren zestig en zeventig van de vorige eeuw waren die zo goed als verdwenen. In die tijd was de Westerschelde dan ook een van de meest vervuilde wateren van heel Europa. De visstand, stapelvoedsel voor zeehonden, was door vervuild industriewater tot een dieptepunt gedaald. In 1995 werden er 13 gewone zeehonden geteld, in 2009 80, in 2011 98 en in september 2012 122. In 2012 werden 25 jonge gewone zeehonden geteld, waarvan er enkele tijdelijk zijn opgevangen. Er zijn in 2012 in totaal drie zogenaamde huilers geteld. De zeehonden in de Westerschelde komen verdeeld in verschillende leeftijdsgroepen voor. De oudere zeehonden leven aan de oostkant; moeders en jongen in het midden en de puberzeehonden in het westen. Naast de gewone zeehond komen er ook grijze zeehonden voor in de Westerschelde. Deze zijn echter veel zeldzamer. Een ander zeezoogdier dat in bescheiden aantallen in de Westerschelde voortkomt, is de bruinvis.

## Verdieping Westerschelde

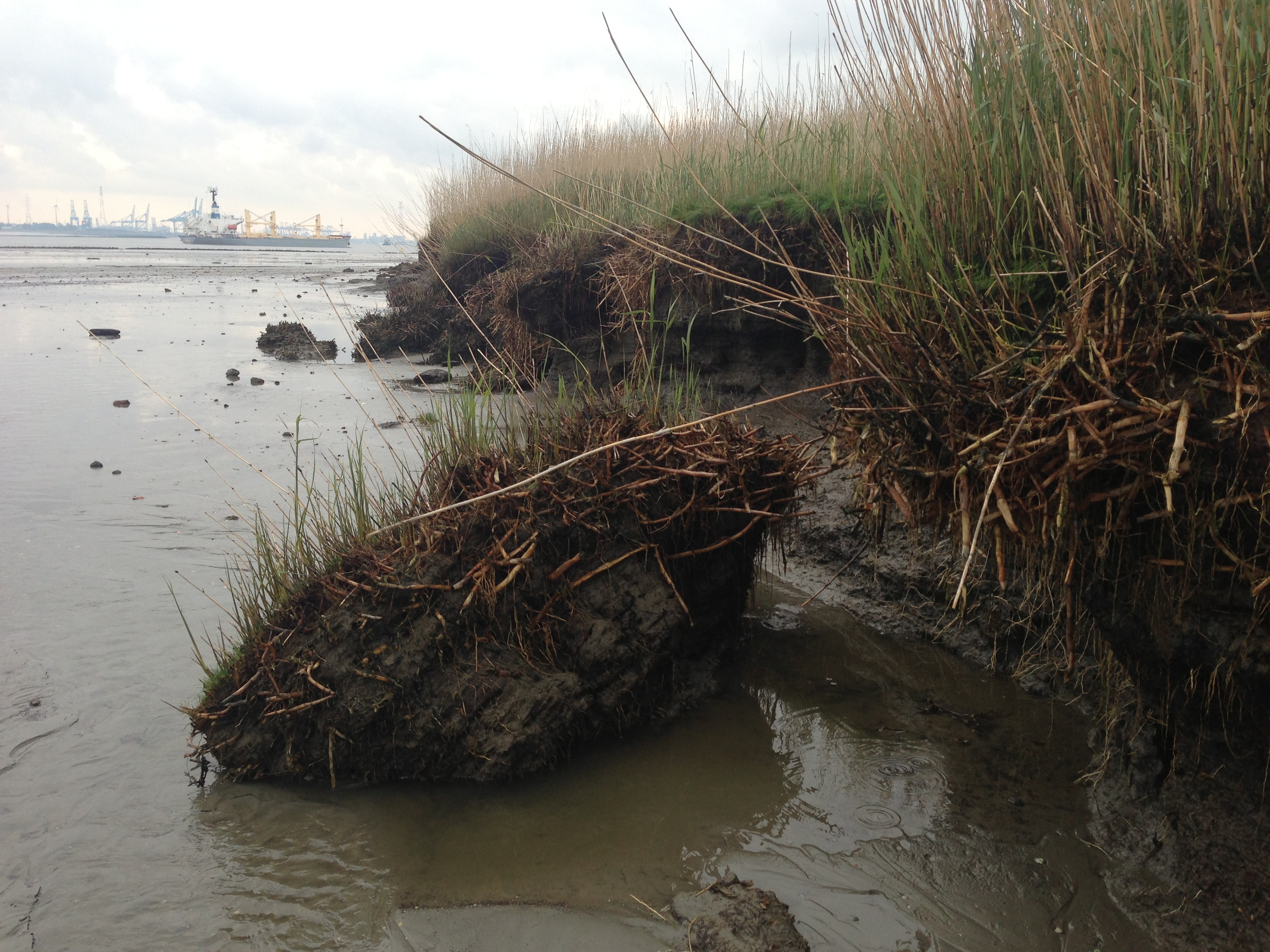
Erosie van de schor in Saeftinghe

Sinds 1895 wordt er permanent gebaggerd in de Schelde. De allereerste baggerwerken in het Nederlandse gedeelte van de Westerschelde vonden in 1923 plaats op de drempel van Bath. In de loop van de jaren werd steeds meer stroomafwaarts gebaggerd. Naast een minimale diepte moest de vaargeul voor de scheepvaart ook een minimale breedte hebben. De term "verruiming" geeft dan ook beter dan "verdieping" aan wat er gebeurt. Door de ontwikkeling van plaatgebieden kan de minimale breedte van de vaargeul in het geding komen. Daarom wordt op enkele plekken ook gebaggerd om de vaargeul op de vereiste breedte te houden. De eerste verruiming vond plaats tussen 1970 en 1975. Voor deze verruiming werden geen eisen gesteld voor wat betreft behoud of herstel van de natuur. In 1995 sloten Nederland en Vlaanderen een verdrag over de tweede verruiming van de Westerschelde. In dat verdrag staat dat er natuurcompensatie moet komen voor de schade die door de verruiming wordt veroorzaakt. Een oppervlakte voor de compensatie werd niet vastgelegd. Wel werd als mogelijkheid voorgesteld om langs de Westerschelde een aantal polders te ontpolderen.
In maart 2005 heeft het Nederlandse kabinet ingestemd met de derde verdieping (verruiming) van de hoofdgeul in de Westerschelde. Hiertegen bestond in de provincie Zeeland tegenstand. Ter compensatie kreeg Zeeland 100 miljoen euro overheidsgeld voor nieuwe infrastructuur en 200 miljoen voor nieuwe natuur, onder andere om aan de natuurverplichtingen vanwege de Vogel- en Habitatrichtlijn te kunnen voldoen. Hiervoor is vrijwel het gehele Westerscheldegebied als Europees natuurgebied aangewezen en wordt 600 hectare nieuwe estuariene natuur in het gebied gerealiseerd.

## Recente inpolderingen
In de 20e eeuw vonden nog inpolderingen plaats. Sinds 1930 werd 4000 hectare ingepolderd, waarvan 1450 hectare na 1960. Op de locaties waar werd ingepolderd, verdwenen slikken en schorren. Deze inpolderingen zijn de belangrijkste factor geweest voor de morfologische veranderingen in de Westerschelde.

## Geulen, zandplaten, slikken en schorren
De Westerschelde is niet over de gehele breedte bevaarbaar, maar bestaat uit een stelsel van geulen, zandplaten, slikken en schorren. Grote delen van de zandplaten, slikken en schorren staan slechts zelden onder water.
Geulen (tussen haakjes de aard en de ligging)
- Westerschelde (vaargeul) (hoofdvaargeul)
- Pas van Rilland (hoofdgeul)
- Schaar van de Noord (nevengeul)
- Nauw van Bath (hoofdgeul, rechteroever)
- Geul Zimmerman (rechteroever)
- Schaar van Valkenisse (nevengeul, midden)
- Overloop van Valkenisse (hoofdgeul, linkeroever)
- Bocht van Walsoorden (hoofdgeul, linkeroever)
- Zuidergat (hoofdgeul, linkeroever)
- Schaar van Waarde (nevengeul, rechteroever)
- Put van Hansweert (hoofdgeul, rechteroever)
- Schaar van Ossenisse (linkeroever)
- Overloop van Hansweert (hoofdgeul, midden)
- Geul van de Molenplaat (doorsteekgeul, midden)
- Gat van Ossenisse (hoofdgeul, linkeroever)
- Middelgat (nevengeul, rechteroever)
- Geul van Baarland (rechteroever)
- Schaar van Baarland (nevengeul, midden)
- Straatje van Willem (nevengeul, midden)
- Everingen (nevengeul, rechteroever)
- Stoombotengat (verdwenen, midden)
- Geul van de Suikerplaat (midden)
- Zuid-Everingen (doorsteekgeul, midden)
- Pas van Terneuzen (hoofdgeul, linkeroever)
- Thomaesgeul (doorsteekgeul, midden)
- Springergeul (doorsteekgeul, midden)
- Vaarwater langs Paulinapolder (linkeroever)
- Pas van Borssele (hoofdgeul, midden)
- Schaar van Spijkerplaat (nevengeul, midden)
- Vaarwater langs Hoofdplaat (linkeroever)
- Honte (hoofdgeul, rechteroever)
- Sardijngeul (hoofdgeul, rechteroever bij Vlissingen)
- Galgeput (hoofdgeul, rechteroever)
- Oostgat (hoofdgeul, rechteroever bij Zoutelande)
- Deurloo (nevengeul, midden)
- Geul van de Walvischstaart (nevengeul, midden)
- Geul van de Rassen (nevengeul, midden)
- Wielingen (hoofdgeul, linkeroever bij Cadzand)

(doorsteekgeulen worden soms kortsluitgeulen genoemd; ‘het schaar’ betekent ‘de vaargeul’ en is oorspronkelijk een onzijdig woord,: het Schaar van Valkenisse)
Zandplaten
- Platen van Valkenisse (Noord en Zuid, Plaat van Walsoorden)
- Platen van Ossenisse-Oost
- Platen van Ossenisse-West (Molenplaat/Brouwerplaat, Rug van Baarland)
- Platen van Baarland (Noord en Zuid)
- Middelplaten (Oost en West, voormalige Stoombotengat, Suikerplaat)
- Hooge Platen (Lage Springer, Hoge Springer, Bol, Plaat van Breskens)
- Bankje van Zoutelande (ter hoogte van Zoutelande)

Schorren en slikken
- Verdronken land van Saeftinghe (linkeroever)
- Platen van Hulst (linkeroever)
- Schor van Waarde (rechteroever)
- Slikken van Everingen (rechteroever)
- Paulinaschor (linkeroever)
- Verdronken Zwarte Polder (linkeroever)
- Het Zwin (linkeroever)

## Vervuiling
In 2021 ontdekten Zeeuwse media, dat het bedrijf 3M in het Antwerpse havengebied grote hoeveelheden PFAS loosde op de Westerschelde. Onderzoek wees uit, dat vis uit de zeearm veertien maal de toegestane hoeveelheid PFAS bevatten. Ook groenten verbouwd in het Verdronken Land van Saeftinghe bleek sterk vervuild. Vanuit de provincie Zeeland werd de bevolking ontraden, om zelfgevangen vis uit de Westerschelde te eten. Onder Nederlandse druk legde de Vlaamse regering de fabriek 3M stil. In juni 2022 bleek echter het bedrijf Sabic in Bergen op Zoom vergunning te hebben om vijftig kilo pfas in de Westerschelde te lozen.
Vlaanderen herzag in 2022 een aantal lozingsvergunningen, maar in 2023 mag nog steeds door 35 Vlaamse bedrijven 907 kilo PFAS op de Westerschelde worden geloosd.